# Notación de infijo

Notación de infijo

La notación de infijo es la notación común de fórmulas aritméticas y lógicas, en la cual se escriben los operadores entre los operandos en que están actuando (ej. 2 + 2) usando un estilo de infijo. No es tan simple de analizar (parser) por las computadoras, como la notación de prefijo (ej. + 2 2) o la notación de postfijo (ej. 2 2 +), aunque muchos lenguajes de programación la utilizan debido a su familiaridad.
En la notación de infijo, a diferencia de las notaciones de prefijo o posfijo, es necesario rodear entre paréntesis a los grupos de operandos y operadores, para indicar el orden en el cual deben ser realizadas las operaciones. En la ausencia de paréntesis, ciertas reglas de prioridad determinan el orden de las operaciones.